# Bert Weckhuysen
Bert Weckhuysen (Aarschot, 27 juli 1968) is een scheikundige. Weckhuysen is als universiteitshoogleraar 'Katalyse, Energie en Duurzaamheid' verbonden aan de Universiteit Utrecht. Het onderzoek van Weckhuysen richt zich op katalysatoren en in 2013 ontving hij de Spinozapremie voor zijn werk.

## Carrière
In 1991 voltooide Weckhuysen zijn studie chemische en landbouwtechnologie aan de Katholieke Universiteit Leuven. Vier jaar later promoveerde hij dankzij zijn onderzoek naar heterogene katalyse cum laude aan dezelfde universiteit. Vervolgens werkte Weckhuysen als postdoctoraal onderzoeker in de Verenigde Staten waarna hij in 1997 terugkeerde naar Leuven. In 2000 werd Weckhuysen aan de Universiteit Utrecht benoemd tot hoogleraar anorganische chemie en katalyse. Per 2018 is Weckhuysen universiteitshoogleraar 'Katalyse, Energie en Duurzaamheid'.
Naast hoogleraar heeft Weckhuysen ook een aantal nevenfuncties vervuld. Zo is hij van 2000 tot 2005 gasthoogleraar geweest aan de Universiteit van Leuven en in 2012 was hij gasthoogleraar aan de Universiteit van Stanford en in datzelfde jaar is hij benoemd tot faculteitshoogleraar aan de Universiteit van Utrecht. Sinds 2014 is hij gasthoogleraar aan het University College London. In de periode 2003 tot 2013 was hij wetenschappelijk directeur bij het Nederlands Instituut voor Onderzoek in de Katalyse.

## Onderzoek
Het onderzoek van Weckhuysen richt zich op katalysatoren. Hij stelt zich ten doel het begrip van katalysatoren te vergroten, deze te verbeteren en hij houdt zich tevens bezig met de ontwikkeling van nieuwe prototypes. Weckhuysen wordt gezien als een van de grondleggers van de in situ spectroscopie van katalysatoren. Dankzij in situ spectroscopie is het mogelijk om met behulp van licht de werking van een katalysator in beeld te kunnen brengen. De onderzoeksgroep van Weckhuysen is een van de eerste die het gepresteerd hebben om driedimensionale microscopische beelden te maken van een actieve katalysator.
Weckhuysen heeft meer dan 350 publicaties waarvan hij auteur of co-auteur in wetenschappelijke tijdschriften op zijn naam staan. Hij is auteur of co-auteur van drie boeken en hij heeft meer dan 20 hoofdstukken voor boeken geschreven. Daarnaast heeft hij in de redactieraad van meerdere wetenschappelijke tijdschriften gezeten waaronder Physical Chemistry, Chemical Physics, ChemCatChem en Vibrational Spectroscopy.

## Erkenning
Weckhuysen heeft meerdere beurzen ontvangen om zijn onderzoek te kunnen bekostigen. Zo ontving hij in 2002 de VICI Grant en in 2006 en 2011 ontving hij de Top Research Grant. In 2013 ontving Weckhuysen de Advanced ERC Grant. Een jaar later ontving hij de Gravitation Grant.
Naast een aantal subsidies heeft Weckhuysen een aantal prijzen ontvangen voor zijn onderzoek. Zo ontving hij in 2006 de Gouden Medaille van de Koninklijke Nederlandse Chemische Vereniging en in 2011 ontving hij van de North American Catalysis Society de Emmett Award in Fundamental Catalysis. Een jaar later ontving hij de International Catalysis Award en in 2013 is hij onderscheiden met de Spinozapremie.
Weckhuysen is sinds 2011 lid van de Koninklijke Nederlandse Akademie van Wetenschappen waar hij lid is van de sectie Scheikunde, onderdeel van de afdeling Natuurkunde. In 2014 werd hij lid van de American Association for the Advancement of Science. Daarnaast is hij lid van de European Academy of Science.
Ter gelegenheid van Koningsdag 2015 werd hij benoemd tot Ridder in de Orde van de Nederlandse Leeuw.

## Publicaties (selectie)
- Sattler,J.J.H.B., J. Ruiz-Martinez, E. Santillan-Jimenez & B.M. Weckhuysen, (2014). Catalytic dehydrogenation of light alkanes on metal and metal oxides, Chemical Reviews 114, 10613-10653
- Buurmans, I.L.C. & B.M. Weckhuysen (2012). Heterogeneities of individual catalyst particles in space and time as monitored by spectroscopy, Nature Chemistry 4, 873-886.
- Schrojenstein Lantman, E., T. Deckert-Gaudig, A.J.G. Mank, V. Deckert & B.M. Weckhuysen (2012). Catalytic processes monitored at the nanoscale with tip-enhanced Raman spectroscopy, Nature Nanotechnology 7, 583-586.
- Buurmans, I.L.C., J. Ruiz-Martinez, W.V. Knowles, D. van der Beek, J.A. Bergwerff, E.T.C. Vogt & B.M. Weckhuysen (2011). Catalytic activity in individual cracking catalyst particles imaged throughout different life stages by selective staining, Nature Chemistry 3, 862-867.
- Zakzeski, J., Bruijnincx, P.C.A., Jongerius, A.L. & B.M. Weckhuysen (2010). The Catalytic Valorization of Lignin for the Production of Renewable Chemicals, Chemical Reviews 110, 3552-3599.
- L., M.H.F. Kox D.A.M. de Winter, M.R. Drury, J.D. Meeldijk, E. Stavitski, W. Schmidt, M. Mertens, P. Cubillas, N. John, A. Chan, N. Kahn, S.R. Bare, M. Anderson, J. Kornatowski & B.M. Weckhuysen (2009). Morphology-dependent zeolite intergrowth structures leading to distinct internal and outer-surface molecular diffusion barriers, Nature Materials 8, 959-965.
- Smit, E. de, I. Swart, J.F. Creemer, G.H. Hoveling, M.K. Gilles, T. Tyliszczak, P.J. Kooyman, H.W. Zandbergen, C. Morin, B.M. Weckhuysen & F.M.F. de Groot (2008). Nanoscale chemical imaging of a working catalyst by scanning transmission X-ray microscopy, Nature 456, 222-225.